# واش‌مرغ‌های نمادین
واش‌مرغ‌های نمادین (نام علمی: Megalurus) نام یک سرده از تیره سسکان ملخی است.